# Wonderland (album McFly)
Wonderland – drugi album brytyjskiej grupy McFly wydany w roku 2005. Płyta jest utrzymana w klimatach poprockowych i trwa niewiele ponad 43 minuty. W tworzeniu albumu udział brali: Tom Fletcher, Harry Judd, Danny Jones, Dougie Poynter, Graham Gouldman, James Bourne oraz Vicky Jones. Album został nagrany w Wielkiej Brytanii i wydany przez Island Records.
10 września 2005 roku płyta Wonderland dotarła na szczyt notowania Top 40 UK Album Chart, tym samym McFly pobili rekord Guinnessa dla najmłodszego zespołu, którego dwa albumy stały się numerem jeden UK Album Chart. Już w grudniu 2005 roku album kupiło ponad 300 000 fanów, a płyta uzyskała status platynowej.

## Utwory
1. „I’ll Be OK” (Tom Fletcher, Danny Jones, Dougie Poynter) – 3:24
2. „I’ve Got You” (Fletcher, Jones, Graham Gouldman) – 3:18
3. „Ultraviolet” (Fletcher, Jones) – 3:56
4. „The Ballad Of Paul K” (Fletcher, Jones, Poynter) – 3:17
5. „I Wanna Hold You” (Fletcher, Jones, Poynter) – 2:59
6. „Too Close For Comfort” (Fletcher, Jones, Poynter) – 4:37
7. „All About You” (Fletcher) – 3:06
8. „She Falls Asleep [Part 1]” (Fletcher) – 1:43
9. „She Falls Asleep [Part 2]” (Fletcher, Poynter, Harry Judd) – 4:11
10. „Don’t Know Why” (Jones, Vicky Jones) – 4:20
11. „Nothing” (Fletcher, Jones, Poynter) – 3:50
12. „Memory Lane” (Fletcher, James Bourne) – 4:40